# Alfredo Gómez Jaime
Alfredo Gómez Jaime (* 2. Juni 1878 in Tunja; † 21. August 1946 in Villeta) war ein kolumbianischer Lyriker.
Gómez Jaime, Sohn des Generals Manuel Gómez M. und der Amalia Jaime de Gómez, besuchte das Colegio Rueda, das Colegio Rosario sowie eine Militärschule. Er studierte Medizin an der Universidad Republicana. Er unterbrach sein Studium für eine Mittelamerikareise, während der er journalistisch zu arbeiten begann. Ab 1906 war er in verschiedenen Positionen im kolumbianischen auswärtigen Dienst tätig. So übte er von 1906 bis 1908 zunächst die Funktion eines Hilfsberaters in Madrid aus. Von 1909 bis 1910 war er im ecuadorianischen Quito als Sekretär tätig. Anschließend wirkte er bis 1913 in Caracas. 1914 hatte er das Amt des venezolanischen Konsuls in Bogotá inne. Von 1918 bis 1920 war er Konsul Kolumbiens in Tulcán. Nach weiteren Stationen im Ausland wurde er 1930 chilenischer Ehrenkonsul im spanischen Vigo.
Er verfasste seit seiner Jugend Gedichte und Hymnen wie Oh Columbia und den von Daniel Zamudio vertonte Himno del Arbol. 1917 erschien in Bogotá sein Hauptwerk Cantos de Gloria, eine patriotische Hommage an sein Heimatland Kolumbien. Für den Himno de Tunja, zu dem Francisco Cristancho Camargo die Musik schrieb, wurde er anlässlich der Vierhundertjahrfeier seiner Geburtsstadt als eximio poeta ausgezeichnet.
Gómez Jaime war mit Adelina Venegas verheiratet und hatte einen Sohn namens Alfredo.

## Werke
- Hojas, Impresiones Rápidas
- Rimas del Trópico
- Bajo la Máscara
- Rosario Lírico
- El Explorador Infinito
- Blasones
- Cantos de Gloria